# Бук європейський (Уладівське лісництво)
Бук європе́йський — ботанічна пам'ятка природи місцевого значення. Розташована на території Уладівської сільської ради Літинського району Вінницької області (Уладівське лісництво, кв. 67) поблизу с. Бруслинів. Оголошений відповідно до Рішення Вінницького облвиконкому від 29.08.1984 р. № 371. Охороняється окреме дерево рідкісного в області виду — бука європейського віком понад 100 років.